# Суд Светог Џејмса
Суд Светог Џејмса је краљевски суд владара Уједињеног Краљевства. Суд је именован по Палати Светог Џејмса, најстаријој краљевској палати британске монархије. Краљевски суд постоји још од Краљевине Енглеске (пре 1707) и Краљевства Велике Британије (1707–1800).
Сви амбасадори и високи комесари Уједињеног Краљевства се формално примају на Суду Св. Џејмса. Палата остаје устаљена локација где се изводи званична одредба дипломатске акредитације. Маршал из дипломатског кора (пре 1920, мајстор церемоније), који служи као веза између британске монархије и страних дипломатских изасланика, стално се налази у Палати Св. Џејмса. Године 2009. 172 страна изасланика акредитовано је на Суду Светог Џејмса у Лондону. Укупан број је скупљен од 46 високих комесара (изасланика из других земаља Комонвелта) и 128 амбасада (изасланика из страних, не-комонвелтских земаља).

## Други простори
Иако је главно пребивалиште у Лондону свих британских владара од ступања краљице Викторије 1837. била Бакингемска палата, Палата Св. Џејмса остаје званична резиденција монарха Уједињеног Краљевства. Ипак, када краљица Елизабета II није у резиденцији, назив Суда је промењен у локацију на којој монарх тренутно борави.
Када је краљица у резиденцији у Бакингамској палати, то је место где се обављају сусрети Крунског савета на Суду Св. Џејмса. Ова промена се такође дешава када краљица дуже остане у замку Виндзор (обично Ускрс), Сандрингам кући (Божић) и Холируд палати или Балморал замку у Шкотској (лето). Суд такође путује на краљичиним званичним прекоморским посетама.